# Джазовый пианист
Джазовый пианист — музыкант, пианист, большей частью играющий джаз или музыку родственных джазу направлений. Мастер джазового фортепиано. Джазовые пианисты часто играют не только на акустических инструментах, но также на электропианино, цифровых фортепиано, синтезаторах. Многие джазовые пианисты имеют классическое фортепианное образование, есть те, кто обучался только джазу, множество джазовых пианистов первой половины XX века были самоучками.
Фортепиано, и соло, и в составе ансамбля, было неотъемлемой частью джазового стиля с самого начала. Его роль одна из самых многогранных, в значительной степени из-за объединённой мелодической и гармонической природы инструмента — наряду с гитарой, а также вибрафоном и другими клавишными, фортепиано — один из немногих инструментов в инструментальном джазовом ансамбле, который может играть аккорды, а не только отдельные ноты, как саксофон или труба. Фортепиано также очень важный инструмент в понимании теории джаза.

## Навыки
Освоение аккордов — от простых трезвучий до расширенных аккордов (аккордов с добавлением девятой, одиннадцатой или тринадцатой ступени) — является фундаментом в изучении джазового фортепиано. Также необходимо научиться играть аккорды во всех обращениях, закрытых и открытых позициях. Второй ключевой навык для джазового пианиста — это научиться играть в ритме свинга. Следующий шаг — научиться импровизировать мелодические линии, изучив для этого тональности, лады и пересечения нот аккордов между разными ладами и тональностями, что позволит при импровизации плавно переходить между тональностями и ладами, что особенно ценится в джазовой импровизации. Конечно, помимо специфически джазовых навыков необходимо и развитие фортепианной техники, и развитие музыкального слуха. Все эти навыки требуют многих лет изучения и отшлифовывания. В плане фортепианной техники джазовых пианистов обычно отличает более резкое звучание в сравнении с классическими пианистами.